# Aleuropteryx arceuthobii
Aleuropteryx arceuthobii är en insektsart som beskrevs av Meinander 1975. Aleuropteryx arceuthobii ingår i släktet Aleuropteryx och familjen vaxsländor. Inga underarter finns listade i Catalogue of Life.